# Lessinia horrenda
Lessinia horrenda è un pesce osseo estinto, appartenente ai perciformi. Visse nell'Eocene medio (circa 49 milioni di anni fa) e i suoi resti fossili sono stati ritrovati in Italia, nel famoso giacimento di Bolca.

## Descrizione
Questo pesce, lungo una ventina di centimetri, era dotato di un corpo abbastanza slanciato, con una parte anteriore piuttosto alta. Il cranio era allungato e terminava in una bocca piccola e rivolta all'insù. Rispetto ad altri animali simili come i Lutjanidae, Lessinia possedeva una bocca più piccola e una dentatura più debole. 
La pinna dorsale era allungata e nastriforme, con dieci raggi spiniformi sottili e 11 raggi molli. La pinna anale era invece dotata di tre raggi spinosi e di otto raggi molli. La pinna caudale era profondamente bforcuta. Le pinne ventrali erano inserite dietro le pinne pettorali. Le scaglie erano moderatamente grandi e cicloidi; ogni scaglia era dotata di numerosi piccoli raggi sulla superficie basale. La linea laterale era completa e passava lungo la parte bassa dei fianchi.

## Tassonomia
Lessinia è un rappresentante del grande e variegato gruppo dei perciformi, e in particolare è ascrivibile alla famiglia Lutjanidae, attualmente rappresentata da numerose forme tipiche dei mari tropicali. Altre forme attribuite ai lutianidi vissute nella zona di Bolca comprendono Ottaviania, Goujetia e Veranichthys. Lessinia horrenda è stato descritto per la prima volta nel 2014, sulla base di resti fossili ritrovati nella ben nota Pesciara di Bolca, in provincia di Verona.